# John Dalton
John Dalton (Eaglesfield, 6 de setembro de 1766 — Manchester, 27 de julho de 1844) foi um químico, meteorologista e físico britânico. Foi um dos primeiros cientistas a defender que a matéria é feita de pequenas partículas, os átomos. É também um dos pioneiros na meteorologia, iniciando suas observações em 1787 com instrumentos confeccionados por ele mesmo e publicando, seis anos mais tarde, o livro Meteorological Observations and Essays (Observações e Ensaios Meteorológicos), um dos primeiros concernentes à ciência meteorológica.
Suas observações experimentais permitiram-lhe elaborar teorias sobre o vapor d'água e misturas de gases, apresentando em 1801 sua lei das pressões parciais: em uma mistura de gases, cada componente exerce a mesma pressão como se estivesse solitária no recipiente que a contém. Dalton concluiu que toda a matéria, não apenas gases, deve se consistir de diminutas partículas. Reviveu, assim, a antiga teoria atômica e elaborou a primeira tabela de pesos atômicos, anunciando seus resultados em 1803. Ao fim de sua vida, sua teoria atômica estava amplamente difundida entre a comunidade química e reconhecida pelo rei da Inglaterra com a Medalha Real.

## Vida e obra

### Biografia

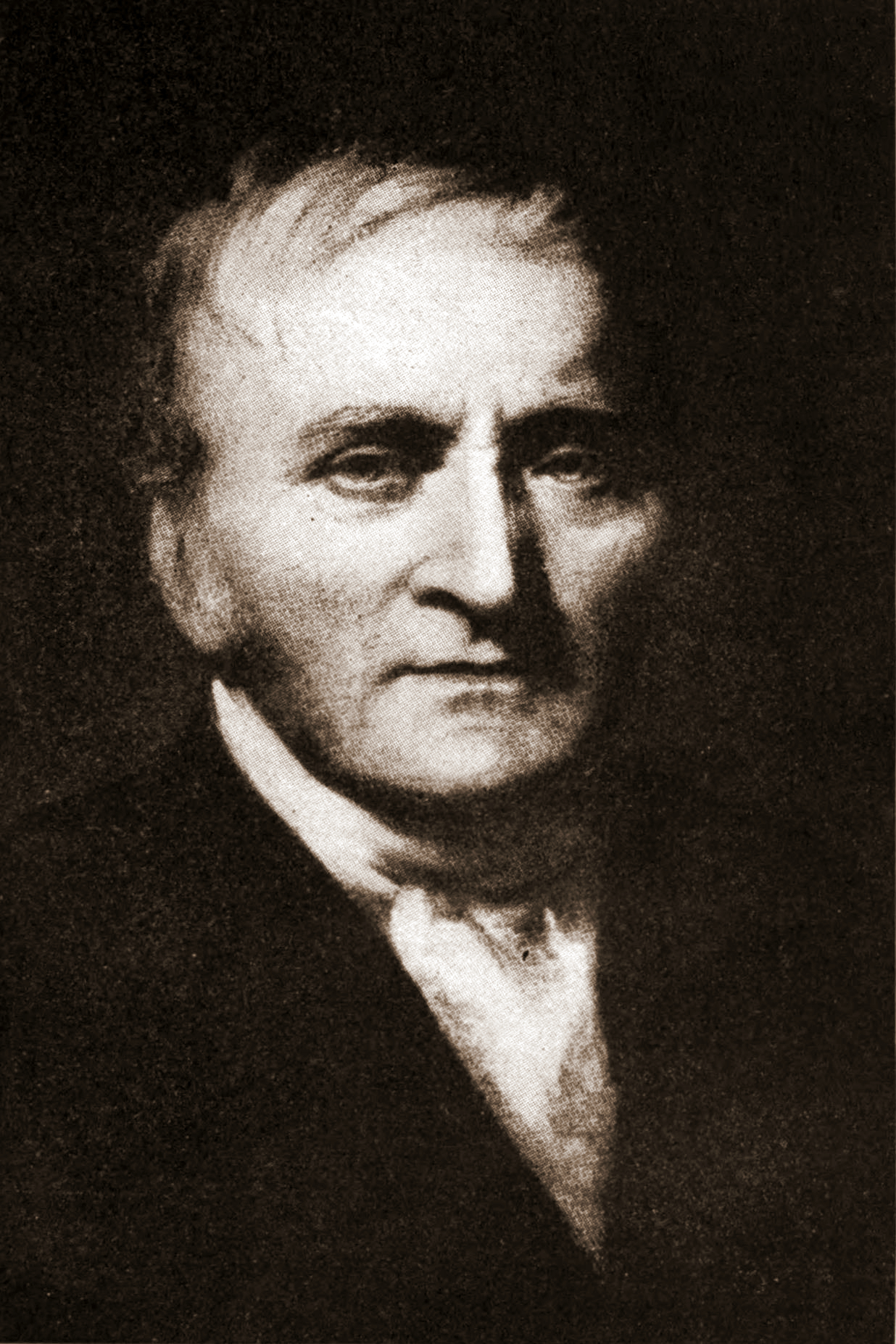
John Dalton.

Nasceu em Eaglesfield, Cúmbria, em 6 de setembro de 1766, filho de um tecelão, no seio de uma família quaker. Foi educado sobretudo pelo pai, e pelo quaker John Fletcher. Em 1781 transferiu-se para Kendal, onde lecionou em uma escola fundada por seu primo, George Bewley. Partiu para Manchester em 1783, onde se estabeleceu definitivamente.
Em Londres, ensinou matemática, física e química no New College. Pesquisador infatigável, devotou-se à meteorologia, para a qual contribuiu com numerosos trabalhos originais à física, à química, à gramática e à linguística. Seu nome, contudo, passou à história da ciência pela criação da primeira teoria atômica moderna e pela descoberta da anomalia da visão das cores, conhecida por daltonismo. Em 1794, depois de haver procedido a numerosas observações sobre certas peculiaridades da visão, Dalton descreveu o fenômeno da cegueira congênita para as cores, que se verifica em alguns indivíduos. O próprio Dalton padecia desta anomalia.
Em 21 de outubro de 1803 Dalton apresentou à Literary and Philosophical Society (Sociedade Literária e Filosófica), de Manchester, uma memória intitulada "Absorção de gases pela água e outros líquidos", na qual estabeleceu os princípios básicos de sua famosa teoria atômica. Suas observações sobre o aumento da pressão dos gases com a elevação da temperatura e a descoberta de que todos os gases apresentam o mesmo coeficiente de expansão foram também verificadas, independentemente dele, por Gay-Lussac.
Dalton estabeleceu então que "a pressão total de uma mistura de gases é igual à soma das pressões parciais dos gases que a constituem". Considera-se pressão parcial a pressão que cada gás, isoladamente e à mesma temperatura, exerceria sobre as paredes do recipiente que continha a mistura. Esse princípio só se aplica aos gases ideais.
Dalton desenvolveu sua teoria atômica numa série de conferências que proferiu na Royal Institution de Londres, nos anos de 1804 e 1805. Em 1807, com o seu consentimento, Thomas Thomson incluiu um sumário da teoria atômica na terceira edição de sua obra System of chemistry (Sistema de química). O próprio Dalton, no ano seguinte, no primeiro volume do seu New system of chemical philosophy (Novo sistema de filosofia química), apresentou as bases de sua nova teoria.
Segundo Dalton, essas partículas eram esferas de diferentes tipos (tipo 1, 2, 3, ...) em relação a quantidades de átomos conhecidos. A palavra átomo, de origem grega, significa exatamente indivisível, pois segundo à Demócrito, sua divisão era impossível. Sua estrutura atômica representava o átomo como uma partícula maciça, indestrutível e indivisível com o formato redondo. Seu modelo atômico, ficou então conhecido como "Bola de bilhar".

## A lei de Dalton
A Lei de Dalton é uma famosa publicação, ela conta que as moléculas dos gases não se atraem nem se repelem, o ar que respiramos é uma mistura gasosa homogênea.
Ela relata que consideremos uma mistura gasosa contida num recipiente rígido de volume V. Seja p a pressão exercida pela mistura.
| “ | Em uma mistura gasosa, a pressão de cada componente é independente da pressão dos demais, a pressão total ( P) é igual à soma das pressões parciais dos componentes. | ” |

### A constituição da matéria
Para o estabelecimento desta lei, Dalton baseou-se na sua teoria atômica. Lembre-se, todavia, que sua teoria fundamentava-se no princípio de que os átomos de determinado elemento eram iguais e de peso invariável. Na época em que ele estabeleceu essa lei não eram ainda conhecidas as fórmulas moleculares dos compostos. Determinavam-se, porém, experimentalmente, com certa aproximação, as proporções ponderais dos elementos constituintes dos compostos.
A teoria atômica de Dalton pode condensar-se nos seguintes princípios:
- Os átomos são partículas reais, descontínuas e indivisíveis de matéria, e permanecem inalterados nas reações químicas;[13]
- Os átomos de um mesmo elemento são iguais entre si;[13]
- Os átomos de elementos diferentes são diferentes entre si;[13]
- Na formação dos compostos, os átomos entram em proporções numéricas fixas 3:2, 5:3, 6:4, 7:5, 8:6;
- O peso do composto é igual à soma dos pesos dos átomos dos elementos que o constituem.

Embora fundada em alguns princípios inexatos, a teoria atômica de Dalton, por sua extraordinária concepção, revolucionou a química moderna. Discute-se ainda hoje se ele teria emitido essa teoria em decorrência de experiências pessoais ou se o sistema foi estabelecido a priori, baseado nos conhecimentos divulgados no seu tempo. Seja como for, deve-se ao seu gênio a criação, em bases científicas, da primeira teoria atômica moderna. Dalton, Avogadro, Cannizzaro e Bohr, cada um na sua época, contribuíram decisivamente para o estabelecimento de uma das mais notáveis conceituações da física moderna: a teoria atômica.

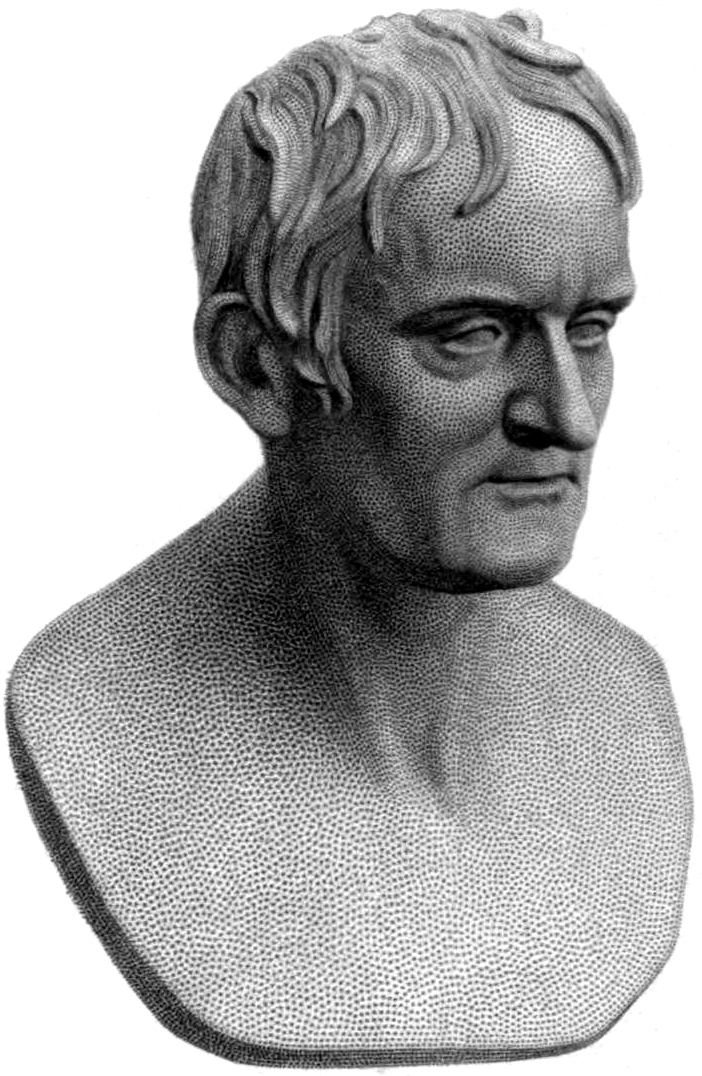
Busto de John Dalton por Francis Legatt Chantley.

Em 1800 ele se tornou um secretário da Sociedade filosófica de Manchester, e no ano seguinte ele apresentou oralmente uma importante série de documentos, intitulado "Ensaios Experimentais", sobre a constituição da mistura de gases; sobre a pressão de vapor e outros vapores em diferentes Temperaturas, tanto no vácuo e no ar, na evaporação e à expansão térmica dos gases. Estes quatro ensaios foram publicados no Memórias do Lit & Phil em 1802.
O segundo destes ensaios abre com a notável observação,
| “ | Não há dúvida que dificilmente podem ser entretido respeitando o reducibility de todos os fluidos elásticos de qualquer espécie, em líquidos; e nós não deveria desespero de que a afectam em baixas temperaturas e por fortes pressões exercidas sobre os gases ainda não misturadas. | ” |

Após descrever experimentos para verificar a pressão de vapor em vários pontos entre 0 ° e 100 °C (32 ° e 212 °F), ele concluiu a partir de observações sobre a pressão de vapor dos seis diferentes líquidos, que a variação da pressão de vapor todos os líquidos É equivalente, para a mesma variação de temperatura, vapor de cômputo de qualquer pressão.
No quarto ensaio, as observações,
| “ | Não vejo razão pela qual não basta não poder concluir que todos os fluidos elásticos sob a mesma pressão expandem igualmente pelo calor e que, para um dado expansão de mercúrio, o correspondente expansão do ar é algo menos proporcionalmente, maior a temperatura. Parece, Portanto, que respeitem as leis gerais da natureza e quantidade absoluta de calor são mais susceptíveis de serem derivadas de elástico fluidos além de outras substâncias. | ” |

Ele, assim enunciados Gay-Lussac da lei ou J.A.C. Charles da lei, publicada em 1802 por Joseph Louis Gay-Lussac. Nos dois ou três anos após a leitura destes ensaios, Dalton publicou vários artigos sobre temas semelhantes, em que a absorção de gases pela água e outros líquidos (1803), contendo o seu direito de pressões parciais agora conhecido como a lei de Dalton.

### Teorias na química e posteriormente

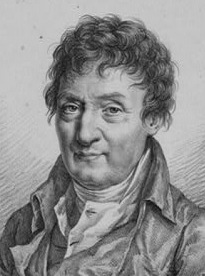
Jacques Alexandre Cesar Charles.

As mais importantes de todas as investigações de Dalton são aquelas envolvidas com a teoria atómica em química, com as quais seu nome está indissociavelmente associado. Foi proposto que esta teoria foi-lhe sugerida quer por pesquisas sobre etileno (olefiant gás) e metano (carburetted hidrogênio), ou por meio de análise de óxido nitroso (protoxide de azote) e dióxido de azoto (deutoxide de azote), ambos já viram descansando sobre A autoridade de Thomas Thomson. No entanto, um estudo de Dalton do próprio laboratório notebooks, descobertos nos quartos dos Lit & Phil, concluiu que a medida de Dalton sendo liderado por sua busca de uma explicação da lei de várias proporções, com a ideia que consiste combinação química Na interação de átomos de concreto e característico peso, a ideia de átomos surgiu em sua mente como um conceito meramente físico, forçado lhe pelo estudo das propriedades físicas da atmosfera e outros gases. O primeiro publicado indicações dessa ideia encontram-se no final do seu estudo sobre a absorção de gases já mencionado, o qual foi lido em 21 de outubro de 1803, embora não tenha sido publicado até 1805.
Ele prossegue para imprimir sua primeira publicação da tabela relativa pesos atômicos. Seis elementos aparecem nesta tabela, ou seja, hidrogênio, oxigênio, nitrogênio, carbono, enxofre, fósforo e, com o átomo de hidrogênio convencionalmente assumiu a pesar 1. Dalton fornecida qualquer indicação nesse primeiro papel como ele tinha chegado a estes números. No entanto, no seu caderno de laboratório sob a data de 6 de Setembro 1803 aí aparece uma lista na qual ele expõe os pesos relativos dos átomos de um certo número de elementos, derivados de análises de água, amoníaco, dióxido de carbono, e etc, por químicos de seu tempo.

#### Pensamentos químicos de Dalton

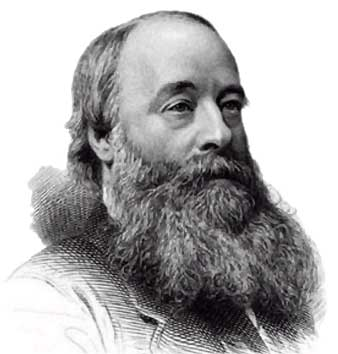
James Prescott Joule

Parece, então, que confrontados com o problema de cálculo da relação diâmetro dos átomos dos quais, ele foi convencido, todos os gases foram feitas, ele usou os resultados das análises químicas. Assistido pelo pressuposto de que a combinação ocorre sempre da maneira mais simples possível, assim que ele chegou à ideia de que a combinação química ocorre entre partículas de diferentes pesos, e foi isto que diferencia a sua teoria da histórica especulações dos gregos.
A extensão dessa ideia de substâncias em geral necessariamente o levou à lei de várias proporções e, a comparação com a experiência brilhantemente confirmou a sua dedução. É possível notar que, em um documento sobre a proporção dos gases ou fluidos elásticos constituindo A atmosfera, lido por ele em novembro de 1802, a lei de várias proporções parece ser antecipado nas palavras: "Os elementos de oxigênio podem combinar com uma certa porção de gás nitroso ou duas vezes com a parte, mas sem intermediários quantidade", Mas não há razão para suspeitar que esta frase pode ter sido adicionado algum tempo após a leitura do documento, que não foi publicada até 1805.
Compostos foram listadas como binárias, ternárias, quaternarias, etc. (moléculas compostas por dois, três, quatro, etc. átomos) no Novo Sistema de Filosofia Química, dependendo do número de átomos um composto tinha na sua mais simples, forma empírica.
Ele hipótese da estrutura de compostos podem ser representadas em número inteiro rácios. Assim, um átomo do elemento X combinando com um átomo do elemento Y é um binário composto. Além disso, um átomo do elemento X combinando com dois elementos de Y ou vice-versa, é um composto ternárias. Muitos dos primeiros compostos listada no Novo Sistema de Filosofia Química corresponder às modernas visões, embora muitos outros não.
Dalton seus próprios símbolos utilizados para representar visualmente a estrutura atômica de compostos. Estes tornaram em New System of Chemical Filosofia Dalton onde enumera uma série de elementos, compostos e comum.

#### Cinco pontos principais da teoria atômica Dalton
Dalton atribuiu os fundamentos do átomo principalmente pela característica de cinco pontos principais, eles dizem que:
- Elementos são feitos de partículas minúsculas chamados átomos;[15]
- Todos os átomos de um dado elemento são idênticos;[15]
- Os átomos de um dado elemento são diferentes das de qualquer outro elemento; os átomos de diferentes elementos podem ser distinguidos uns dos outros por seus respectivos pesos relativos;[15]
- Átomos de um elemento pode combinar com átomos de outros elementos para formar compostos; um determinado composto tem sempre a mesma relação do número de tipos de átomos;[15]
- Átomos não podem ser criados, divididos em pequenas partículas, nem destruídos no processo químico; uma reação química simplesmente muda a forma como átomos são agrupados.[15]

Dalton propôs mais uma "regra da maior simplicidade", que criou controvérsia, uma vez que não pôde ser confirmado independentemente.
Quando átomos combinam em um único ratio "que deve ser .. presume ser um binário um, a menos que alguns parecem causar ao contrário".
Isso foi apenas uma suposição, derivados de fé na simplicidade da natureza. Nenhuma evidência foi, em seguida, à disposição dos cientistas para deduzir quantos átomos de cada elemento combinam para formar compostos moléculas. Mas este ou algum outro tal regra era absolutamente necessária para qualquer incipiente teoria, uma vez que um precisava de um assumiu a fórmula molecular, a fim de calcular relativa pesos atômicos. Em qualquer caso, Dalton da "regra da maior simplicidade" causou-lhe supor que a fórmula de água foi OH e amoníaco foi nH, muito diferente da nossa compreensão moderna.
Apesar da incerteza no coração de Dalton da teoria atómica, os princípios da teoria sobreviveu. Para ter a certeza, a convicção de que átomos não podem ser subdivididos, criados ou destruídos em pequenas partículas quando são combinados, separados, ou reorganizados em reacções químicas é incompatível com a existência de fusão e cisão nuclear, mas tais processos são reações nucleares e não reações químicas. Além disso, a ideia de que todos os átomos de um dado elemento são idênticos em suas propriedades físicas e químicas não é exactamente verdade, como sabemos agora que os diferentes isótopos de um elemento tem pesos um pouco diferentes. No entanto, Dalton tinha criado uma teoria de imenso poder e importância. Na verdade, Dalton, na inovação, foi tão importante para o futuro da ciência como Antoine Laurent Lavoisier à base de oxigénio químico.

## Anos Posteriores

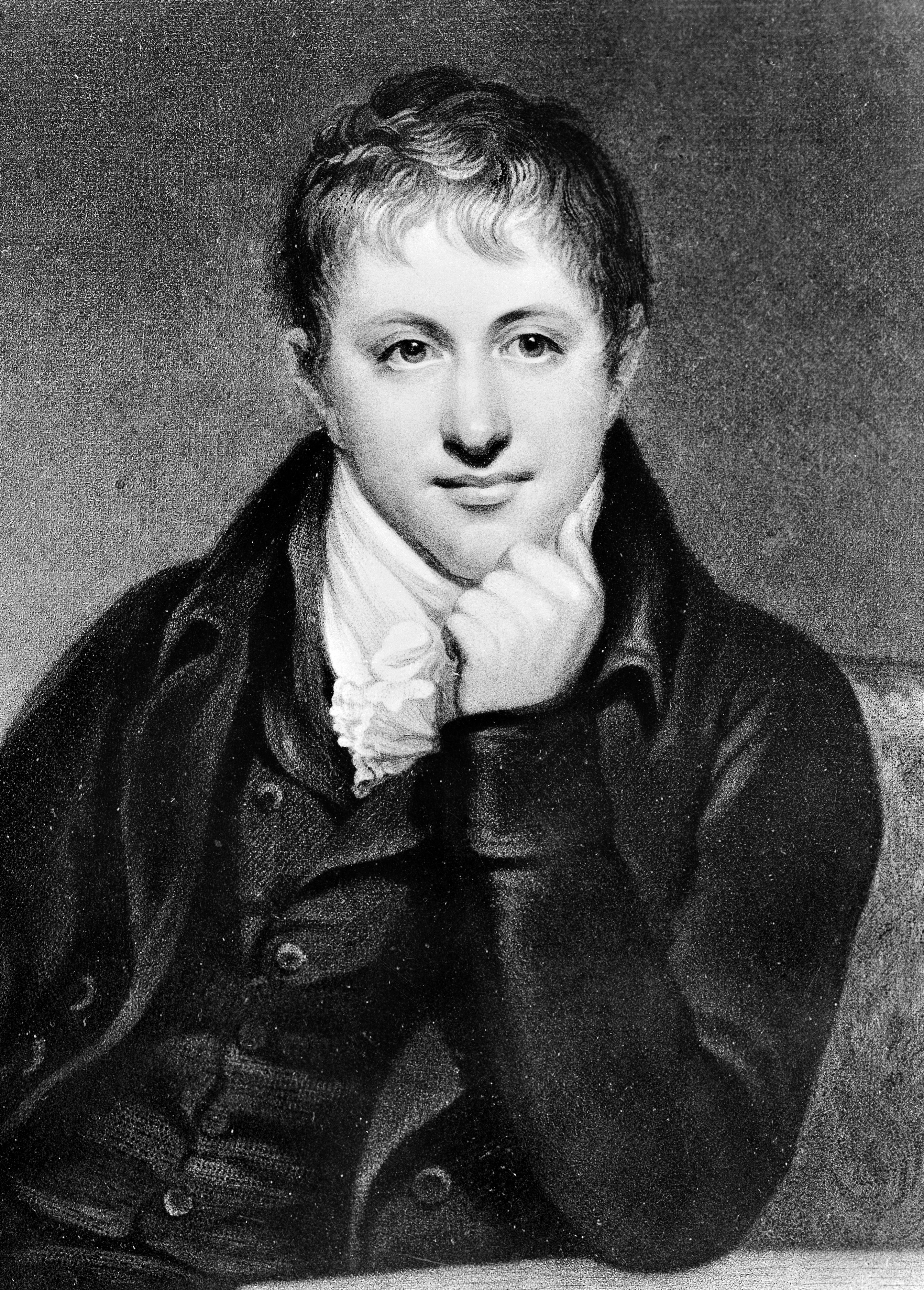
Sir Humphry Davy.

Dalton comunicou sua téoria atómica a Thomson, que, por consentimento, incluía um esboço da mesma na terceira edição de seu Sistema de Química (1807), e Dalton deu uma nova conta de que na primeira parte do primeiro volume do seu New System Philosophy of Chemics (1808). A segunda parte deste volume apareceu em 1810, mas a primeira parte do segundo volume não foi publicado até 1827. Esse atraso não é explicado por qualquer excesso de cuidado na preparação, durante grande parte da questão estava fora da data e do apêndice dando últimas posições do autor é a única porção de interesse especial. A segunda parte do volume nunca apareceu.
Dalton foi presidente da Lit & Phil desde 1817 até à sua morte, contribuindo com 116 memórias. Destes os últimos são os mais importantes. Em um deles, deve ler-se em 1814, ele explica os princípios da análise volumétrica, no qual ele foi um dos primeiros trabalhadores. Em 1840 um documento sobre os fosfatos e arsenates, frequentemente considerado como um trabalho mais fraco, foi recusado pela Royal Society, e foi por isso que ele publicou, indignado, ele próprio. Ele tirou o mesmo curso logo depois, com quatro outros trabalhos, dois dos quais (a quantidade de ácidos, bases e sais em diferentes variedades de sais e um novo método de análise fácil do açúcar) contêm sua descoberta, considerada por ele como a segunda em importância, perdendo apenas para a teoria atômica, em que certas anidritos, quando dissolvidos em água, sem causar aumento do seu volume, a sua conclusão é de que o sal entra nos poros da água.

### Métodos experimentais de Dalton
Dalton muitas vezes se satisfazia com instrumentos precários e imprecisos, mesmo que instrumentos melhores pudessem ser adquiridos. Sir Humphry Davy o descreveu como "um experimentador muito rústico", que quase sempre encontrava os resultados que queria, confiando mais na sua cabeça que nas suas mãos. Por outro lado, historiadores que refizeram alguns de seus principais experimentos, confirmaram a habilidade e precisão de Dalton.

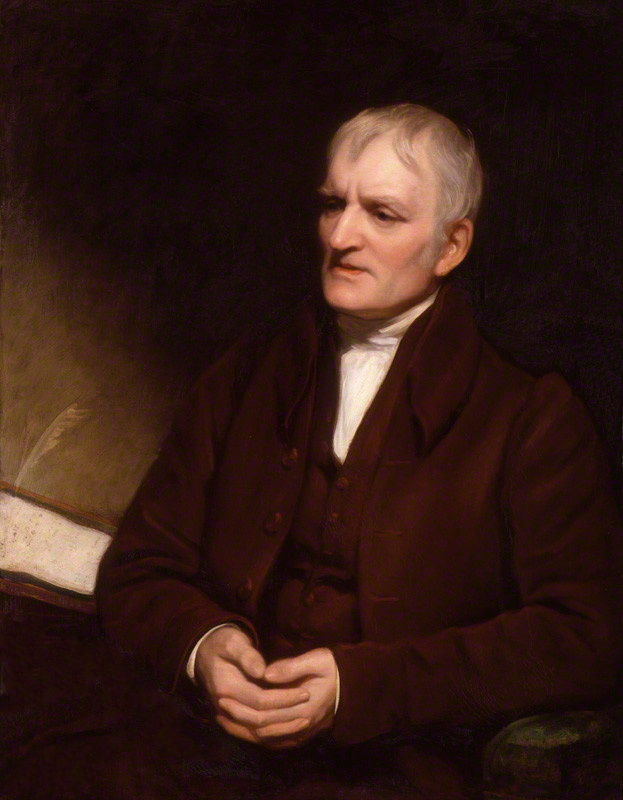
Pintura de Dalton em seus últimos anos de vida.

No prefácio da segunda parte do Volume I de seu Novo Sistema, ele diz que foi tantas vezes enganado ao tomar como certos os resultados de outros, que ele decidiu escrever "usarei os resultados de outros, apenas o mínimo, o que eu mesmo não pude comprovar experimentalmente ", mas essa independência foi levada a tal ponto que algumas vezes parecia falta de receptividade. Assim, ele não confiou, e provavelmente nunca aceitou inteiramente, as conclusões de Gay-Lussac sobre volumes combinados de gases. Ele tinha opiniões não-convencionais sobre o cloro. Mesmo depois que seu caráter elementar foi definido por Davy, ele continuou a usar as massas atômicas que ele próprio adotara, mesmo quando foram superadas por determinações mais precisas de outros químicos. Ele sempre foi contra à notação química criada por Jöns Jakob Berzelius, mesmo que a maioria julgasse que era um sistema muito mais simples e conveniente que o seu próprio sistema incômodo de símbolos circulares.

## Morte
Dalton sofreu um pequeno acidente vascular cerebral em 1837, e um segundo em 1838 que deixou-o com dificuldades para falar, embora permanecesse capaz de fazer experiências. Em Maio de 1844 teve outro acidente vascular cerebral; em 26 de julho ele registrou com a mão trêmula sua última observação meteorológica. Em 27 de Julho, em Manchester, Dalton caiu de sua cama e foi encontrado sem vida pela sua atendente. Dalton foi sepultado no cemitério Ardwick em Manchester. O cemitério é agora um parque.

### Legado
Um busto de Dalton, por Chantrey, foi publicamente subscrito por e colocados no hall de entrada do Manchester Royal Institution. Chantrey também esculpiu uma grande estátua de Dalton, agora no Manchester Town Hall. Em honra ao trabalho de Dalton, muitos químicos e bioquímicos utilizam (ainda não oficial) a unidade dalton (abreviada Da) para designar uma unidade de massa atômica, ou 1 / 12 do peso de um átomo neutro de carbono-12. A Universidade de Manchester estabeleceu as bolsas Dalton Chemical Scholarships, Dalton Mathematical Scholarships, e o Dalton Prize for Natural History. Existe também uma medalha Dalton entregue ocasionalmente pela Manchester Literary and Philosophical Society (apenas 12 foram entregues até hoje). Em seu livro The 100, Michael H. Hart colocou Dalton como a 32° pessoa mais influente da história. A cratera lunar Dalton foi nomeada em sua homenagem.